# Primera B de Chile 2006
El Campeonato Nacional «BancoEstado» de Primera B de Chile 2006 fue la 56° edición de la segunda categoría del fútbol profesional de Chile, correspondiente a la temporada 2006. Se jugó desde el 4 de marzo hasta el 5 de noviembre de 2006.
Su organización estuvo a cargo de la Asociación Nacional de Fútbol Profesional de Chile (ANFP) y contó con la participación de doce equipos.
El torneo fue ganado por Deportes Melipilla, que volvía de esta manera a la Primera división del fútbol chileno después de un año de jugar en la categoría inferior. El subcampeón resultó ser Ñublense, que volvió a Primera luego de 25 años de militar en series inferiores. El cuadro rojo tuvo la oportunidad de titularse campeón de la serie en el último minuto de su último juego ante Lota Schwager en el Estadio Municipal de Concepción. Sin embargo, un penal desperdiciado los obligó a ascender en segundo lugar por diferencia de goles. A la misma hora, Melipilla empataba 1-1 con Curicó Unido, ganando de esta forma la corona.
Lota Schwager también accedió a Primera división, vía liguilla de promoción, derrotando a Rangers de Talca en definición por lanzamientos penales, en el Estadio Federico Schwager de Coronel. El cuadro carbonífero volvía a la primera categoría luego de 18 años de permanencia en series inferiores. Arturo Fernández Vial también disputó la liguilla de promoción, pero vio frustrado su intento de retornar a Primera luego de 15 años, tras caer en la definición ante Palestino.
Luego de una muy mala campaña, descendió Magallanes.

## Movimientos divisionales
| Pos | a Primera División Apertura 2006 y Clausura 2006 |
| --- | ------------------------------------------------ |
| 1º  | Santiago Morning (Campeón)                       |
| 2º  | Deportes Antofagasta                             |
| 3º  | O'Higgins (Liguilla de Promoción)                |

| Pos | desde Tercera División de Chile 2005 |
| --- | ------------------------------------ |
| 1º  | Curicó Unido                         |

| Pos | Descendido desde Primera División Apertura 2005 y Clausura 2005 |
| --- | --------------------------------------------------------------- |
| 1º  | Deportes Melipilla (Liguilla de Promoción)                      |
| 2º  | Unión San Felipe                                                |
| 3º  | Deportes Temuco                                                 |

| Pos | Descendido a Tercera División de Chile 2006 |
| --- | ------------------------------------------- |
| 1º  | Deportes Ovalle                             |
| 2º  | Deportes Arica                              |
| 3º  | Deportes Naval                              |

## Equipos participantes
| Equipo             | Ciudad                   |
| ------------------ | ------------------------ |
| Curicó Unido       | Curicó                   |
| Deportes Copiapó   | Copiapó                  |
| Deportes Melipilla | Melipilla                |
| Deportes Temuco    | Temuco                   |
| Fernández Vial     | Concepción               |
| Lota Schwager      | Coronel                  |
| Magallanes         | Maipú, Santiago de Chile |
| Ñublense           | Chillán                  |
| Provincial Osorno  | Osorno                   |
| Unión San Felipe   | San Felipe               |
| San Luis           | Quillota                 |
| Unión La Calera    | La Calera                |

## Sistema de campeonato
Los 12 equipos participantes jugaron entre sí en dos etapas. La Primera fase, de carácter nacional, involucró dos ruedas en el sistema "todos contra todos", de ida y vuelta, totalizando 22 fechas. Luego de esta primera fase, los ocho equipos que terminaron en las primeras posiciones del sistema, jugaron entre sí una Segunda fase, consistente en 14 fechas adicionales, de "todos contra todos", en ida y vuelta. Luego de estas 36 fechas, los dos equipos que terminaron en las dos primeras posiciones ascendieron directamente a primera división, mientras que aquellos que finalizaron en las posiciones 3° y 4° disputaron la Liguilla de Promoción con clubes de primera división.
Por su parte, los cuatro equipos que terminaron en las posiciones más bajas de la Primera fase, jugaron la Segunda fase entre sí, en sistema "todos contra todos", en un cuadrangular final cuyo último lugar descendió a la tercera división. Estos equipos jugaron solo 28 partidos a lo largo del año, a diferencia de los 36 que disputaron los que terminaron en las primeras posiciones.

## Desarrollo

### Primera fase
| Pos | Equipo             | Pts | PJ | G  | E  | P  | GF | GC | DIF |
| --- | ------------------ | --- | -- | -- | -- | -- | -- | -- | --- |
| 1   | Deportes Melipilla | 44  | 22 | 13 | 5  | 4  | 37 | 16 | 21  |
| 2   | Lota Schwager      | 44  | 22 | 13 | 5  | 4  | 35 | 23 | 12  |
| 3   | San Luis           | 38  | 22 | 10 | 8  | 4  | 27 | 16 | 11  |
| 4   | Curicó Unido       | 37  | 22 | 9  | 10 | 3  | 25 | 20 | 5   |
| 5   | Ñublense           | 35  | 22 | 10 | 5  | 7  | 37 | 27 | 10  |
| 6   | Fernández Vial     | 33  | 22 | 9  | 6  | 7  | 35 | 27 | 8   |
| 7   | Unión La Calera    | 29  | 22 | 7  | 8  | 7  | 28 | 27 | 1   |
| 8   | Unión San Felipe   | 28  | 22 | 6  | 10 | 6  | 24 | 29 | -5  |
| 9   | Deportes Copiapó   | 22  | 22 | 4  | 10 | 8  | 30 | 38 | -8  |
| 10  | Provincial Osorno  | 21  | 22 | 4  | 9  | 9  | 32 | 42 | -10 |
| 11  | Deportes Temuco    | 15  | 22 | 5  | 3  | 14 | 24 | 36 | -8  |
| 12  | Magallanes         | 11  | 22 | 2  | 5  | 15 | 11 | 44 | -33 |

PJ = Partidos Jugados; G = Partidos Ganados; E = Partidos empatados; P = Partidos perdidos; GF = Goles a favor; GC = Goles en contra; DIF = Diferencia de goles; Pts = Puntos
|  | Clasificado a Liguilla de Campeonato    |
|  | Clasificado al Cuadrangular de Descenso |

### Segunda fase
Los clubes conservan puntaje y diferencia de goles de la primera fase.

#### Liguilla de campeonato
| Pos | Equipo             | Pts | PJ | G  | E  | P  | GF | GC | DIF |
| --- | ------------------ | --- | -- | -- | -- | -- | -- | -- | --- |
| 1   | Deportes Melipilla | 63  | 36 | 17 | 12 | 7  | 53 | 29 | 24  |
| 2   | Ñublense           | 63  | 36 | 18 | 9  | 9  | 57 | 38 | 19  |
| 3   | Lota Schwager      | 58  | 36 | 17 | 8  | 11 | 55 | 43 | 12  |
| 4   | Fernández Vial     | 53  | 36 | 15 | 8  | 13 | 53 | 49 | 4   |
| 5   | San Luis           | 52  | 36 | 12 | 15 | 9  | 45 | 40 | 5   |
| 6   | Curicó Unido       | 52  | 36 | 11 | 19 | 6  | 40 | 36 | 4   |
| 7   | Unión La Calera    | 46  | 36 | 10 | 16 | 10 | 48 | 47 | 1   |
| 8   | Unión San Felipe   | 42  | 36 | 10 | 12 | 14 | 45 | 51 | -6  |

|  | Campeón. Asciende a Primera División |
|  | Asciende a Primera División          |
|  | Clasifica a Liguilla de Promoción    |

|                            |
| Campeón Deportes Melipilla |
| 2.º título                 |

#### Cuadrangular de descenso
| Pos | Equipo            | Pts | PJ | G | E  | P  | GF | GC | DIF |
| --- | ----------------- | --- | -- | - | -- | -- | -- | -- | --- |
| 1   | Deportes Copiapó  | 35  | 28 | 8 | 11 | 9  | 39 | 41 | -2  |
| 2   | Deportes Temuco   | 27  | 28 | 8 | 6  | 14 | 29 | 37 | -12 |
| 3   | Provincial Osorno | 24  | 28 | 4 | 12 | 12 | 36 | 50 | -4  |
| 4   | Magallanes        | 14  | 28 | 2 | 8  | 18 | 14 | 53 | -29 |

|  | Desciende a Tercera División |

## Liguilla de promoción
La juegan los equipos que ocuparon los lugares 3° y 4° del torneo de Primera B (Lota Schwager y Arturo Fernández Vial) contra aquellos equipos que ocuparon el 17º y 18° lugar en la tabla acumulada de Primera División (Rangers y Palestino). Los ganadores participarán en la Primera División durante la Temporada 2007.
| Llave | Equipo local          | Equipo visitante | Ida   | Vuelta | Global        |
| ----- | --------------------- | ---------------- | ----- | ------ | ------------- |
| 1     | Rangers               | Lota Schwager    | 2 - 1 | 1 - 2  | 3 - 3 (3-4 p) |
| 2     | Arturo Fernández Vial | Palestino        | 1 - 3 | 0 - 1  | 1 - 4         |

## Estadísticas
- El equipo con mayor cantidad de partidos ganados: Ñublense 18 triunfos.
- El equipo con menor cantidad de partidos perdidos: Curicó Unido 6 derrotas.
- El equipo con menor cantidad de partidos ganados: Magallanes 2 triunfos.
- El equipo con mayor cantidad de partidos perdidos: Magallanes 18 derrotas.
- El equipo con mayor cantidad de empates: Curicó Unido 19 empates.
- El equipo con menor cantidad de empates: Deportes Temuco 6 empates.
- El equipo más goleador del torneo: Ñublense 57 goles a favor.
- El equipo más goleado del torneo: Magallanes 54 goles en contra.
- El equipo menos goleado del torneo: Deportes Melipilla 29 goles en contra.
- El equipo menos goleador del torneo: Magallanes 14 goles a favor.
- Mejor diferencia de gol del torneo: Deportes Melipilla convirtió 24 goles más de los que recibió.
- Peor diferencia de gol del torneo: Magallanes recibió 29 goles más de los que convirtió.
- Mayor goleada del torneo: Lota Schwager 4-0 Unión San Felipe (fecha 1), Fernández Vial 6-2 Magallanes (fecha 15).